# Kyle Hill
Pour les articles homonymes, voir Hill.
Kyle Eric Hill, né le 7 avril 1979 à Chicago, est un joueur américain de basket-ball. Il mesure 1,88 m et joue au poste de meneur.

## Biographie
Hill rejoint les Panthers de l'université d'Eastern Illinois pour sa carrière universitaire (NCAA). Il y joue 4 ans et en 2001 se présente à la Draft de la NBA.
Il est choisi au 2e tour (44e choix) par les Mavericks de Dallas.
Hill part jouer en France avec l'ASVEL et remporte le championnat de France en 2001-2002. La saison suivante, il joue avec l'Élan béarnais Pau-Orthez et remporte de nouveau le championnat de France.

## Palmarès
- Champion de France 2002 (avec ASVEL) et 2003 (avec Pau-Orthez)